# 환상삼국지
환상삼국지(幻想三国誌, Fantasia Sango)는 유저조이 테크놀로지에서 개발하고 출시한 롤플레잉 비디오 게임 시리즈이다. 2003년 이후 총 6개의 비디오 게임이 출시되었으며 최신작인 환상삼국지 5는 2018년에 출시되었다. Geek Toys의 애니메이션 TV 시리즈는 2022년 1월부터 3월까지 방영되었다.
| 2003 | 환상삼국지              |
| 2004 |                         |
| 2005 | 환상삼국지 2            |
| 2006 |                         |
| 2007 | 환상삼국지 3            |
| 2008 | 환상삼국지 4            |
| 2008 | 환상삼국지 4 프래그먼트 |
| 2009 |                         |
| 2010 |                         |
| 2011 |                         |
| 2012 |                         |
| 2013 |                         |
| 2014 |                         |
| 2015 |                         |
| 2016 |                         |
| 2017 |                         |
| 2018 | 환상삼국지 5            |